# Pseudima frutescens
Pseudima frutescens är en kinesträdsväxtart som först beskrevs av Jean Baptiste Christophe Fusée Aublet, och fick sitt nu gällande namn av Ludwig Radlkofer. Pseudima frutescens ingår i släktet Pseudima och familjen kinesträdsväxter. Inga underarter finns listade i Catalogue of Life.